# 八氯化四金
在化學中，八氯化四金又稱氯化金(I,III)，是一种黑色固体，化学式为Au4Cl8，其中金有两种不同的氧化态—— +1和+3。这种固体具有光敏性，因此要存放在深色容器中。

## 制备
八氯化四金可以由三氯化金和羰基氯化金或一氧化碳在氯化亚砜中反应而成。
Au2(CO)Cl4 + Au2Cl6 → COCl2 + Au4Cl8
2 Au2Cl6 + 2 CO → Au4Cl8 + 2 COCl2